# Digby (miasto w Kanadzie)
Digby – miasto (town) we wschodniej części kanadyjskiej prowincji Nowa Szkocja, ośrodek hrabstwa Digby, położony na zachodnim wybrzeżu Annapolis Basin. Według spisu powszechnego z 2016 obszar miasta (town) to: 3,15 km², a zamieszkiwało wówczas ten obszar 2060 osób, tyle samo osób zamieszkiwało cały obszar miejski (population centre).
Miejscowość, która została nazwana na cześć admirała Roberta Digby'ego – dowódcy konwoju (okrętu flagowego HMS Atlanta) ewakuującego w 1783 w rejon współczesnego Digby lojalistów z Nowej Anglii, powstała w rejonie wcześniej w języku mikmak określanym Oositookum (tj. „ucho”), a następnie przez niektórych osiedleńców Conway, w 1890 otrzymała ona status miasta (town). W ostatniej dekadzie XVIII w. port eksportowy drewna, ryb i zbóż, w XXI w. również pozyskiwanych na miejscu przegrzebków, stał się ważnym ośrodkiem handlowym, komunikacyjnym z Nowym Brunszwikiem (stały, odchodzący kilka razy na dzień prom do Saint John) i turystycznym (pływy, obserwacja wielorybów, kościół Trinity Anglican Church z 1878, będący miejscem o znaczeniu historycznym (historic places), zarówno na poziomie prowincji – wpisany do kanadyjskiego rejestru dziedzictwa historycznego (Canadian Register of Historic Places; CRHP) 30 marca 2007, jak i federalnym: Trinity Anglican Church National Historic Site of Canada – wpisany do tego rejestru 24 listopada 2008).